# Compagnie d'ordonnance

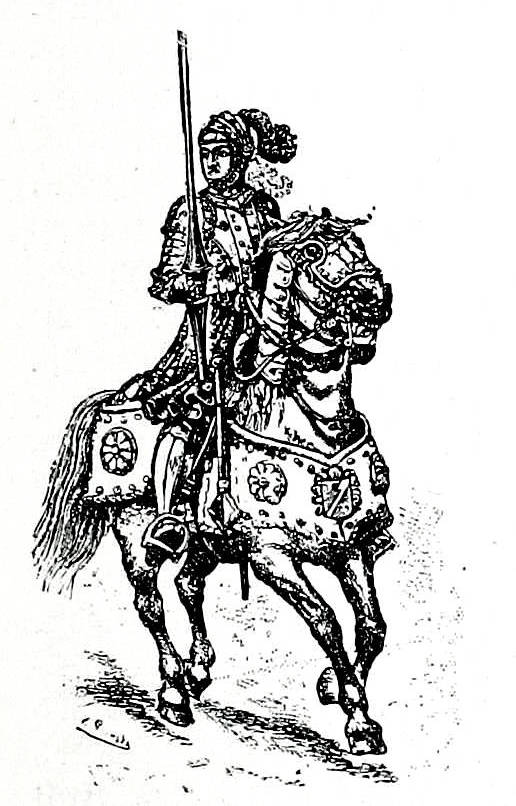

Las compagnies d'ordonnance fueron el primer tipo de unidad militar permanente y profesional aparecida en Francia y al servicio del Rey en 1445. Son el antecesor de la compañía moderna. Constaba de 100 lances fournies, (cada lance compuesta de un equipo de 6 hombres) que se organizaba alrededor de un núcleo de caballeros, con el apoyo de pajes o escuderos, arqueros y hombres de armas hasta un total de 700 hombres.

## Historia
En los siglos XIV y XV abundaban a lo largo y ancho de Franca las bandas de mercenarios cuyos contratos habían expirado. En la década de 1430, la guerra de los cien años pasaba por uno de sus periodos más tranquilos y estos mercenarios desempleados se dedicaron al pillaje. Algunos fueron reclutados por el ejército francés para evitar los daños que estos Écorcheurs ocasionaban. Estas compañías libres incluían ingleses, borgoñones, gascones, españoles, bretones, flamencos y alemanes y se dedicaron a extorsionar a campesinos locales así como a imponer peajes a mercaderes y secuestrar a locales.
En 1439, los Estados Generales (états généraux) aprobaron leyes que restringían el reclutamiento militar al rey. Se implantó en paralelo un nuevo impuesto llamado taille para proporcionar financiación al nuevo ejército real. Las compañías de mercenarios tuvieron la elección de unirse al ejército real como compagnies d'ordonnance  regulares o ser considerados rebeldes y perseguidos. Francia reunió así un ejército de alrededor de 6.000 hombres que se dedicó a eliminar a los mercenarios restantes. El nuevo ejército tuvo una aproximación más disciplinada y profesional que sus predecesores y tras estas reformas, finalmente logró la victoria francesa en Castillon de 1453 que puso fin a la guerra de los cien años. 
Los orígenes del nombre se atribuyen así a la orden (ordonnance) real de Carlos VII en 1447 que establecía un ejército permanente. Para 1450 las compañías se dividían en un ejército de campo o grande ordonnance y una fuerza de guarniciones llamada petite ordonnance.
La historiografía tradicional menciona una fuerza de 20 compagnies de 100 lanzas cada una, aunque esto es una valoración posterior. Parece ser que no hubo una sola Grande Ordonnance, sino dos docenas o más, a lo largo de Francia. El término se usaba para las fuerzas en un área con un mismo mando, con lo que el número de compañías en servicio variaba. Cada una tenía de 30 a 100 lanzas, dependiendo de las necesidades de la región. Con anterioridad a esta reordenación, el ejército francés era una mezcla fortuita de voluntarios, mercenarios y levas feudales de características muy variables.  Muchos soldados eran poco más que bandoleros interesados en el botín mientras que en la Grande Ordonnance había una estructura de defensa coherente para el reino, con una dirección, suministros y sueldos directamente en manos de la corona.
Cada lanza (en francés lance fournie o 'lanza equipada') incluía sobre el papel seis caballos y cuatro hombres. Realmente cada lanza contenía seis hombres con un caballo cada uno, pero solo cuatro de ellos eran combatientes. El miembro de mayor rango era un hombre-de-armas (gen d'armes en francés, plural gens d'armes o gendarmerie como sustantivo colectivo). Este tenía un escudero (écuyer o coutillier, normalmente un hombre más joven todavía aprendiendo el uso de las armas y no plenamente probado en batalla). El hombre-de-armas y su escudero tenían el apoyo de un paje o valet de guerre, normalmente un adolescente, que era responsable de la armadura, del equipamiento y de los caballos. El escudero solía ir plenamente armado y cargaban junto al hombre-de-armas, ayudándole a manejar la larga lanza de 16 a 19 pies cuando luchaban desmontados (lo que inicialmente pasaba bastante a menudo).
La lanza contaba también con dos arqueros, al principio considerados como infantería montada que usaban los caballos solo como transporte.  Algunos aparentemente usaban arcos y flechas, otros ballestas y también llevaban espadas o hachas como armamento auxiliar y armadura (normalmente más ligera que el hombre-de-armas y el escudero). Con el tiempo, su función se confundió con la de los otros soldados. En tiempos de Carlos VIII, durante la invasión de Italia los 'arqueros' habían evolucionado a lanceros con armadura. En sus famosos Commentaires, el soldado del siglo XVI Blaise de Monluc decía que se había alistado como arquero en las compagnies sobre 1521, pero "desde entonces todo se había degradado" y los viejos estándares ya no aplicaban. Monluc escribió su Commentaires a punto de retirarse a finales de la década de 1560, cuando las Compagnies llevaban más de un siglo en funcionamiento. Los arqueros también tenían el apoyo y asistencia de su propio valet de guerre, análogo al que tenían el gendarme y su escudero.
La mayoría de los hombres-de-armas y escuderos se reclutaban entre la nobleza terrateniente, aunque no necesariamente entre la alta nobleza con título. Esta tendencia se volvió más acusada con el tiempo, haciendo a las compañías más "aristocráticas". Los arqueros solían ser en cambio plebeyos, como forma de integrar a los veteranos de origen humilde pero con experiencia bélica en el nuevo ejército. Los hombres-de-armas y escuderos usaban ambos caballos de guerra pesados (destriers) y armadura de plato y casco. Los arqueros llevaban generalmente menos armadura y usaban caballos de equitación. No se esperaba que entraran en combate a caballo pero la distinción entre categorías se difuminó con el tiempo hasta llegar a intervenir junto a los hombres-de-armas. Los pajes no solían llevar armadura dado que no debían entrar en combate, aunque por su protección llevaban dagas o espadas cortas. Sus caballos, como los de los arqueros, eran de una categoría inferior a los caballos de batalla. A diferencia de los arqueros, su categoría varió poco durante la evolución de las Compagnies d'Ordonnance.
Este ejército profesional se apoyó en una nueva milicia llamada "Arqueros Libres" (Francs-Archers) tras el edicto del 28 de abril de 1448. Estos arqueros libres no tenían sueldo pero servían a cambio de una exención de la taille. Eran voluntarios y soldados a tiempo parcial, muchas veces reclutados entre las cofradías militares de la época. Como milicia, sus estándares de equipamiento y formación fueron muy desiguales y nunca disfrutaron de mucho éxito como fuerza militar.